# Kirey
Kirey foi uma empresa brasileira fabricante de eletroeletrônicos nos anos 90. A empresa que era instalada na Zona Franca de Manaus, na Amazônia,  era subsidiária da multinacional japonesa de eletrônicos Sanyo do Brasil.
A proposta da empresa era competir com a produção e/ou importação de produtos menos sofisticados para obter um preço inferior aos de marca, incluindo da própria Sanyo, ao consumidor final. Na época a estratégia era concorrer diretamente com as empresas populares como CCE, Philco, Facit (Sharp), Emerson, entre outras que incomodavam as gigantes do setor devido o alto crescimento atendendo um mercado mais popular.
O foco da Kirey era a produção de televisores em cores, videocassetes,  radio-gravadores, rádio-relógios e walk-man. O conceito era fabricar produtos mais simples para um mercado popular. Na época o Brasil vinha de um cenário de instabilidade econômica e forte inflação. 

## A Kirey
A "Kirey" foi lançada ao mercado oficialmente em 1994. Seu nome significa "bonito" em japonês, país de origem da matriz de sua controladora na época, a Sanyo. No ano de lançamento, a empresa anunciou que investiria US$ 1 milhão (dólares) em publicidade da marca.
Os produtos da marca eram básicos, com design singelo. Alguns televisores, por exemplo, tinham espaço para dois alto-falantes, porém em apenas um dos espaços havia o equipamento instalado, dando aparência de ter 2 speakers de som Estéreo, mesmo o áudio sendo Mono, por uma simples estética.  A vantagem era ter preços mais vantajosos em relação as grandes marcas da época como Gradiente, Sony, Cineral, Sharp, Semp Toshiba, JVC, Daewoo, Hitachi, Philips, Philco, Mitsubishi, entre outras.
O principal concorrente da Kirey era a CCE que além de produzir produtos populares, conseguia sofisticar algumas linhas como equipamentos de áudio conjugados do tipo 3-em-1, 2-em-1, e outros eletrônicos portáteis. Além disso, a CCE já importava tecnologia da japonesa Kenwood com o objetivo de concorrer com a Gradiente e Polyvox, mesmo não possuindo qualidade a vantagem da CCE era o preço em relação ao conjunto do produto, o que afetava diretamente os concorrentes populares. Entre os anos 80 e 90, o Brasil também possuía muitas lojas e revendedores, formais e informais, de produtos e eletrônicos (videocassetes, rádios-relógios, televisores, aparelhos de som) importados do Paraguay introduzindo outro tipo de concorrentes ao mercado nacional trazendo marcas como Pioneer, GoldStar, Zenith, Roadstar e Casio. Fator impulsionado pela Reserva de Mercado (entre anos 80 e fim nos anos 90) e devido aos preços muito inferiores praticados no país vizinho. 
A marca Kirey foi extinta do mercado de maneira sútil entre os anos 2000.
Em 2009, a matriz da Panasonic no Japão anunciou a compra da Sanyo e suas marcas por US$ 4,6 bilhões, assim, a Sanyo é extinta e passa a usar somente a marca Panasonic com exceção da linha de pilhas e baterias que manteve o nome Eneloop. Na época da aquisição, a Sanyo era a 2° maior fornecedora mundial de pilhas e baterias principalmente para eletrônicos.